# Końskie (gromada)
Końskie – dawna gromada, czyli najmniejsza jednostka podziału terytorialnego Polskiej Rzeczypospolitej Ludowej w latach 1954–1972.
Gromady, z gromadzkimi radami narodowymi (GRN) jako organami władzy najniższego stopnia na wsi, funkcjonowały od reformy reorganizującej administrację wiejską przeprowadzonej jesienią 1954 do momentu ich zniesienia z dniem 1 stycznia 1973, tym samym wypierając organizację gminną w latach 1954–1972.
Gromadę Końskie z siedzibą GRN w mieście Końskie (nie wchodzącym w jej skład) utworzono 1 stycznia 1969 w powiecie koneckim w woj. kieleckim z obszarów zniesionych gromad Kazanów i Modliszewice; równocześnie do gromady Końskie przyłączono wsie Barycz, Dyszów i Kornica z gromady Rogów w tymże powiecie.
Gromada przetrwała do końca 1972 roku, czyli do kolejnej reformy gminnej. 1 stycznia 1973 reaktywowano zniesioną w 1954 roku gminę Końskie.